# 南成哲
南成哲（Nam Song-chol、1982年5月7日 - ）は、北朝鮮の元サッカー選手。元北朝鮮代表。ポジションはディフェンダー。

## 来歴
2003年に北朝鮮代表デビュー。44年ぶりの出場となった2010 FIFAワールドカップのメンバーにも選ばれた。北朝鮮代表として52試合に出場、3得点をあげた。

## 代表歴

### 出場大会
- 北朝鮮代表
  - 2010 FIFAワールドカップ

### 試合数
- 国際Aマッチ 52試合 3得点（2003年-2010年）[1]

| 北朝鮮代表 | 国際Aマッチ | 国際Aマッチ |
| 年         | 出場        | 得点        |
| ---------- | ----------- | ----------- |
| 2003       | 5           | 1           |
| 2004       | 6           | 0           |
| 2005       | 11          | 2           |
| 2006       | 0           | 0           |
| 2007       | 3           | 0           |
| 2008       | 15          | 0           |
| 2009       | 6           | 0           |
| 2010       | 6           | 0           |
| 通算       | 52          | 3           |